# Saison 2025-2026 des Nuggets de Denver
La saison 2025-2026 des Nuggets de Denver est la 50e saison de la franchise en National Basketball Association (NBA).

## Draft
- Aucun choix de draft cette saison.

## Matchs

### Summer League
| Summer League Total: 2-3 |

| Match | Date match | Équipe        | Score    | Meilleur marqueur    | Meilleur rebondeur   | Meilleur passeur    | Lieux Spectateurs      | Série |
| ----- | ---------- | ------------- | -------- | -------------------- | -------------------- | ------------------- | ---------------------- | ----- |
| 1     | 10 juillet | Milwaukee     | D 89-90  | DaRon Holmes II (15) | Liddell, Tyson (11)  | Reece Beekman (6)   | Cox Pavilion 0         | 0 - 1 |
| 2     | 12 juillet | Minnesota     | D 83-94  | Spencer Jones (19)   | Liddell, Tyson (7)   | Reece Beekman (10)  | Cox Pavilion 0         | 0 - 2 |
| 3     | 15 juillet | Toronto       | D 97-101 | Curtis Jones (20)    | DaRon Holmes II (11) | Bates, Beekman (3)  | Cox Pavilion 0         | 0 - 3 |
| 4     | 17 juillet | L.A. Clippers | V 81-76  | DaRon Holmes II (19) | DaRon Holmes II (17) | DaRon Holmes II (5) | Thomas & Mack Center 0 | 1 - 3 |
| 5     | 18 juillet | L.A. Lakers   | V 106-84 | Curtis Jones (22)    | Ibou Badji (7)       | Beekman, Jones (8)  | Thomas & Mack Center 0 | 2 - 3 |

### Pré-saison
| Pré-saison Total: 0-0 (Domicile : 0-0; Extérieur : 0-0) |

### Saison régulière
| Saison régulière Total: 0-0 (Domicile : 0-0; Extérieur : 0-0) |